# All the Small Things
«All the Small Things» — песня американской поп-панк группы Blink-182, выпущенная 18 января 2000 года как второй сингл альбома Enema of the State. Песня была написана гитаристом и вокалистом группы Томом Делонгом и посвящена его девушке. Записана на студии в Лос-Анджелесе с продюсером Джерри Финном, целью группы была запись «простой и запоминающиеся песни» для ротации на радиостанциях.
Сингл был выпущен 18 января 2000 года и начал с 1-го места в хит-параде Billboard Alternative Songs и достиг 2-го места в чарте UK Singles Chart. В поп-формате Contemporary hit radio достиг 6-го места в хит-параде Billboard Hot 100 . Номинировалась на MTV Video Music Award за лучшее поп-видео и MTV Video Music Award за лучшее видео года.
Сингл стал самым успешным в истории группы и единственным поднявшимся выше 40-го места в чарте Billboard Hot 100. На песня был снят видеоклип попавший в ротацию программы MTV Total Request Live и пародирующий бой-бэнд Backstreet Boys, 98 Degrees, 'N Sync, поп-певиц Бритни Спирс и Кристину Агилеру.
Журнал Rolling Stone включил песня в список «100 Greatest Pop Songs» и в книгу 1001 Albums You Must Hear Before You Die (2010).

## Предыстория
История написания песни началась во время написания текстов к альбому «Enema of the State». Том Делонг купил новый дом в Сан-Диего, к этому моменту большинство песен для «Enema of the State» были написано, но Делонг чувствовал что альбому нужна «одна запоминающиеся и простая песня». «Я помню, как подумал: „Лейблу нужна песня для радио — вот она“», — сказал Делонг в интервью журналу Total Guitar.
Вокалист группы хотел включить в песню слова «на на на на» в честь одной их его любимых групп Ramones, кроме того ранняя демоверсия песни называлась «песня в стиле Ramones» а рабочее название «Babycakes Buttermuffin».
Песня написана о Дженнифер Дженкинс, девушке Тома Делонга со средней школы. Строчки «She left me roses by the stairs / Surprises let me know she cares» основаны на истории когда Дженкинс оставила лепестки роз на лестнице после того как Делонг поздно вернулся из студии звукозаписи. Гитарный рифф основан на аккордах До мажор (IV и V). В интервью Kerrang! Том Делонг рассказал что песня была «одной из последних записанных в альбоме».

## Критика
Журнал Q назвал песню песню «одной из пауэр-поп мелодий которую американцы так правильно поняли». The Rolling Stone Album Guide назвал песню «самой утончённой композицией группы о сексе» и назвав сингл «главным в альбоме». В 2004 году Йохан Вайнер из Blender назвал сингл «водоразделом поп-панка».

## Позиции в чартах
Сингл стартовал с 89-го места в чарте Billboard Hot 100 4 декабря 1999 года и достиг 6-го места (наивысшей позиции Blink-182 в чарте). Занял первое место в чарте Alternative Songs и достиг второй строчки в британском UK Singles Chart в марте 2000 года, уступив лидерство «Bag It Up» Джери Халлиуэлл. В Великобритании было продано 1 200 000 копий, «All the Small Things» дважды получила платиновый статус. В Австралии сингл занял наивысшее 8-е место в ARIA Singles Chart и получил статус платинового от Австралийской ассоциации звукозаписывающих компаний.

## В поп-культуре
«All the Small Things» вошла в британский сборник Now That's What I Call Music! 45 (2000) и американский Now That's What I Call Music! 4 (2000). Песня звучала в телесериале Баффи — истребительница вампиров (4-й сезон, 9-й эпизод) до выхода на CD и Юристы Бостона (4-й сезон, 9-й эпизод). Во время финальных титров фильма Ангелы Чарли (2000), в трейлере фильма Элвин и бурундуки (2007), фильме Останавливающие время (2002). Вошла в альбом группы Элвин и бурундуки Undeniable (2008).
Песню использовали музыкальные игры Guitar Hero 5, Guitar Hero: On Tour и Guitar Hero Live.
8 января 2000 года Blink-182 вместе с песней «What’s My Age Again?» исполнили «All the Small Things» на шоу Saturday Night Live в эпизоде 25-го сезона (ведущий Джейми Фокс).
В эпизоде мультсериала «Симпсоны» Barting Over песня играет во время появления группы когда Барт Симпсон катается на скейтборде.

## Трек-лист
Слова и музыка всех песен — Blink-182.
| №  | Название               | Длительность |
| -- | ---------------------- | ------------ |
| 1. | «All the Small Things» | 2:54         |
| 2. | «M+M's»                | 2:39         |

| №  | Название                      | Длительность |
| -- | ----------------------------- | ------------ |
| 1. | «All the Small Things»        | 2:48         |
| 2. | «Dumpweed» (live)             | 2:24         |
| 3. | «What's My Age Again?» (live) | 2:58         |

## Участники
- Том Делонг — вокал, ритм-гитара
- Марк Хоппус — вокал, бас-гитара
- Трэвис Баркер — ударные, перкуссия